# إدارة الأسلحة والذخيرة للقوات المسلحة (مصر)
إدارة الأسلحة والذخيرة هي إحدى إدارات وزارة الدفاع المصرية.

## مهام الإدارة
- تطوير معدات التأمين الفني والقياسي والمعايرة المستخدمة بالورش الرئيسية والوحدات التابعة للمحافظة علي صلاحيتها الفنية العالية
- نظم المقلدات ومساعدات التدريب والمعدات التي تم تطويرها وتحديثها لتحقيق أعلي معدلات الكفاءة والإستعداد القتال
- تحقيق منظومة متكاملة للتأمين الفني والصيانة والإصلاح بدقة وكفاءة وفي أزمنة قياسية
- رفع القدرات الفنية والقتالية للأسلحة والمعدات لمجابهة التطور في نظم التسليح العالمية والحرص علي مواكبة مسيرة التحديث والتطوير وصولاً لأعلي مستويات الكفاءة والاستعداد القتالي
- الحفاظ علي الكفاءة الفنية للأسلحة والذخائر والمعدات، والعمل علي تطويرها وإطالة أعمارها باستخدام أحدث تكنولوجيات العصر والميكنة باستخدام الحواسب الآلية ونظم المعلومات وتطبيق سياسة نظم الجودة الشاملة

## المنشآت التابعة
- مركز الإمداد الآلي للقوات المسلحة

## دور الإدارة في الحروب
شاركت الإدارة في المعارك المختلفة التي خاضتها مصر كمعارك حرب الاستنزاف وحرب أكتوبر.

## مديرو الإدارة
- لواء أركان حرب / محمد عدلي.[1]
- لواء أركان حرب / رمزي رجائي.[2]
- لواء أركان حرب / أسامة أحمد عزت.[3]
- لواء أركان حرب / رشدي عبد الحميد عبد العزيز.[4]
- لواء أركان حرب / عمرو عبد المنعم حسن.[5][6]
- لواء أركان حرب / محمود عباس.[7]
- لواء أركان حرب / محمود عميرة.[8]
- لواء أركان حرب / توفيق مختار.[9]
- لواء أركان حرب / عبد الرؤوف بلاسي.[10]